# Se Deus É 10, Satanás É 666
Se Deus é 10, Satanás é 666 é o teceiro álbum da banda brasileira Gangrena Gasosa. Marca o retorno da banda após um tempo de hiato e é o primeiro lançamento da banda desde o EP 12/12/12. O álbum é o último com a participação dos integrantes Ronaldo "Chorão³", Vladimir e Elijan, e é o primeiro e único com o percussionista Anjo Caldas e o primeiro com o baterista Renzo.

## Faixas
| N.º            | Título                                          | Duração |  |
| 1.             | "Se Deus é 10, Satanás é 666"                   | 3:22    |  |
| 2.             | "Quem Gosta de Iron Maiden Também Gosta de KLB" | 1:57    |  |
| 3.             | "Black Velho"                                   | 2:20    |  |
| 4.             | "Eu Não Entendi Matrix"                         | 3:03    |  |
| 5.             | "Fist Fuck Agrédi"                              | 1:26    |  |
| 6.             | "Minha Sinceridade é Humanitária"               | 3:41    |  |
| 7.             | "A Supervia Deseja a Todos Uma Boa Viagem"      | 3:37    |  |
| 8.             | "Cambonos from Hell"                            | 2:21    |  |
| 9.             | "Chuta Que é Macumba"                           | 3:08    |  |
| 10.            | "Emboiolada"                                    | 3:25    |  |
| 11.            | "Artimanhas do Catiço"                          | 3:16    |  |
| Duração total: | Duração total:                                  | 31:36   |  |

## Participações
- Ronaldo "Chorão³" (Omulu) - vocal
- Angelo Arede (Zé Pelintra) - vocal
- Vladimir (Exu Caveira) - guitarra
- Alexandre Monteiro (Tranca-Rua) - baixo
- Elijan - percussão
- Anjo Caldas - percussão
- Renzo (Exu Mirim) - bateria